# Onze Estrelas Clube de Bofareira
O Onze Estrelas Boa Vista ou Onze Estrelas Clube de Bofareira é um clube poliesportivo localizado na aldeia de Bofareira, antiga aldeia da Espingueira, na cidade de Sal-Rei, na ilha da Boa Vista, em Cabo Verde.
Fundado em 5 de abril de 1976, o clube abrange diversos departamentos, incluindo o de futebol. Oficialmente registrado em 2010, o clube participou de seu primeiro campeonato em 2011.
Em 2013, conquistou cinco prêmios na gala do Desporto de Boa Vista.
Além disso, o Onze Estrelas Boa Vista desempenha um papel significativo no desenvolvimento esportivo da comunidade local, promovendo a prática esportiva e incentivando a participação ativa dos jovens.

## Títulos
- Campeonato Regional da Boa Vista: 2

2012/13, 2018./19
- Taça da Boa Vista: 1

2013/14
- Super Taça da Boa Vista : 1

2015/16

## Futebol

### Palmares
| Escalão | Nº Presenças | Títulos | Melhor Classificação |
| I       | 1            | 0       | 5a (Grupo A)         |
| II      | 5            | 1       | 1a                   |

### Classificações

#### Nacionais
| Temporada | Div | Pos | Pts   | J | V | E | D | G.M. | G.S. | Diff. |
| 2013      | 1A  | 5   | 2 pts | 5 | 0 | 2 | 3 | 4    | 9    | -5    |

#### Regionais
| Temporada | Div | Pos | Pts    | J  | V  | E | D | G.M. | G.S. | Diff. |
| 2012-13   | 2   | 1   | 37 pts | 14 | 12 | 1 | 1 | 34   | 7    | +27   |
| 2013-14   | 2   | 3   | 25 pts | 14 | 8  | 1 | 5 | 22   | 13   | +9    |
| 2014-15   | 2   | 3   | 23 pts | 14 | 6  | 5 | 3 | 26   | 14   | +12   |
| 2015-16   | 2   | 3   | 24 pts | 14 | 7  | 3 | 4 | 27   | 14   | +13   |
| 2016-17   | 2   | 3   | 27 pts | 14 | 8  | 3 | 3 | 27   | 11   | +16   |
| 2017-18   | 2   | 3   | 25 pts | 14 | 8  | 1 | 5 | 23   | 22   | +1    |
| 2018-19   | 2   | 1   | 29 pts | 14 | 9  | 2 | 3 | 27   | 13   | +14   |

## Estatísticas
- Melhor posição: 4ª (nacional)
- Melhor posição nas competições das taças/copas: 1ª (regional)
- Melhor posição na taça de associação: 2ª (regional)
- Apresentadas em campeonatos:
  - Nacional: 2
  - Regional: 9
- Apresentadas na taças regionais: 9
- Apresentadas na competições das super taças regionais: 4
- Pontos totais: 12 (nacional)
- Gols totais: 12 (nacional)
- Gols totais em super taças regionais: 5
- Jogos totais: 139 (regional e nacional)
  - Campeonato Regional: 126
    - Em casa: 63
    - Em visita: 63

  - Campeonato Nacional: 13
  - Jogos totais com super taça: 143
- Melhor vences de temporada:
  - Nacional: 3, em 2019
  - Regional:
- Melhor golos (gols) de temporada:
  - Nacional: 8, em 2019
  - Regional: 34, em 2013
- Melhor pontos de temporada:
  - Nacional: 10, em 2019
  - Regional:37, em 2013
- Melhor temporada:
  - Nacional: 2019 (10 pontos, 6 vences, 8 golos)

## Presidentes
- Osvaldinho Rocha (até de edição 2014-15)
- Djo Bracó (29 do outubro de 2015[2]-novembro de 2016)
- Tó Monteiro (desde dezembro de 2016)